# Carmelo Anthony
Carmelo Kiyan Anthony, ofta kallad "Melo", född 29 maj 1984 i Brooklyn i New York, är en amerikansk basketspelare som senast spelade för Los Angeles Lakers i NBA. Han spelar på positionen power forward.

## Biografi

### Uppväxt och tidiga år
Anthonys pappa dog i cancer när Anthony var tre år gammal. När han var åtta år flyttade familjen till Baltimore. Där vann han sina första lokala basketpriser. Carmelo har två bröder, Robert och Wilford, en syster, Michelle, och en halvsyster som heter Daphne.
Han växte upp i Druid Hill vid West Baltimore, där han gick i Towson Catholic High School under sina första tre år på high school. Under sommaren 2000, när Carmelo var 16 år och växte nästan 16 centimeter, blev han utsedd till The Baltimore Suns kommande bäste spelare 2001. Han blev också utnämnd till bäste spelare på sin skola. Inför sista året på high school flyttade Carmelo Anthony till Oak Hill Academy i Virginia.
Anthony spelade ett år i college (2003) där han ledde Syracuse University Orangemen till deras första NCAA-titel någonsin. Carmelo Anthony snittade 22,1 poäng per match och 10,0 under sin collegekarriär. Han ledde lagstatistiken i poäng, returer och speltid (36,4 min per match) och straffkast, både antal försök och antal satta. Carmelos 33-poängsinsats mot Texas i Final Four är det mesta antal poäng under en match en förstaårselev på college någonsin gjort.[källa behövs] Carmelo Anthony blev utsedd till Final Fours bäste spelare efter denna prestation. [källa behövs]

### NBA-karriär

#### Denver Nuggets
Anthonys NBA-karriär började den 26 juni 2003 då han draftades som tredje spelare, efter LeBron James och Darko Miličić, till Denver Nuggets. Hans NBA-debut blev den 29 oktober 2003 i matchen mot San Antonio Spurs. Denna match avslutades med 12 poäng, 7 returer och 3 assist. I hans sjätte NBA-match, mot Los Angeles Clippers den 6 november 2003, gjorde han för första gången 30 poäng i en match och blev därmed näst yngsta spelare att göra detta efter Kobe Bryant.[källa behövs] När Carmelo Anthony lyckades med detta var han 19 år och 151 dagar gammal. Den 9 februari 2003 blev Carmelo Anthony den tredje yngsta spelaren någonsin att göra 100 poäng tack vare 20 poäng mot Memphis Grizzlies.[källa behövs]

#### New York Knicks
Strax innan bytesdeadlinen 2011 byttes Carmelo Anthony tillsammans med bland andra Chauncey Billups från Denver Nuggets till New York Knicks.

## Olympisk karriär
Han tog för USA guld i OS 2008 i Peking. Detta var USA:s trettonde basketguld i olympiska sommarspelen. Han tog även brons 2004.
Anthony tog också guld vid olympiska sommarspelen 2012 i London och 2016 i Rio de Janeiro.